# Гибралтар на Светском првенству у атлетици на отвореном 2009.
Гибралтар је учествовао на 12. Светском првенству у атлетици на отвореном 2009. одржаном у Берлину Немачка у периоду од 15. до 23. августа 2009. на Олимпијском стадиону. Репрезентацију Гибралтара у њеном 11 учешћу на еветским првенствима на отвореном представљао је један атлетичар који се такмичио у Трка на 100 метара.
На овом првенству Гибралтар није освојио ниједну медаљу, нити је оборен Неки рекорд, тако да је и даље остао у групи земаља које нису освајале медаље на светским првенствима.

## Учесници
Мушкарци:
- Доминик Керол — 100 м

## Резултати

### Мушкарци
| Атлетичар     | Дисциплина | Лични рекорд | Предтакмичење | Предтакмичење        | Квалификације        | Квалификације        | Полуфинале           | Полуфинале           | Финале               | Финале | Детаљи |
| Атлетичар     | Дисциплина | Лични рекорд | Резултат      | Место                | Резултат             | Место                | Резултат             | Место                | Резултат             | Место  | Детаљи |
| ------------- | ---------- | ------------ | ------------- | -------------------- | -------------------- | -------------------- | -------------------- | -------------------- | -------------------- | ------ | ------ |
| Доминик Керол | 100 м      |              | НЗ            | Није се квалификовао | Није се квалификовао | Није се квалификовао | Није се квалификовао | Није се квалификовао | Није се квалификовао | БП     |        |